# Vehicle de mobilitat
|  | No s'ha de confondre amb Vehicle de mobilitat personal. |

Vehicle de mobilitat "Compacte"

Un vehicle de mobilitat és un equipament d'ajuda a la mobilitat equivalent a una cadira de rodes però amb una forma semblant a un carret de golf. Sovint se'l coneix com a moto elèctrica o escúter elèctric.

## Descripció

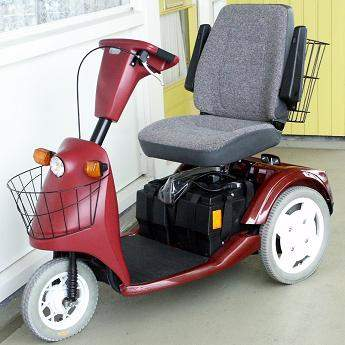
Vehicle de mobilitat de tres rodes

Un escúter de mobilitat té un seient muntat en un xassís de tres, quatre o fins i tot cinc rodes, una àrea plana o planxa per als peus, i un manillar de direcció estil delta a la part frontal que fa girar una, dues o tres rodes orientables. El seient pot girar per permetre l'accés quan el front està bloquejat pel manillar.
Els escúters de mobilitat usualment funcionen amb bateries. Una o dues bateries s'emmagatzemen a bord de l'escúter i es carreguen a través d'una unitat de càrrega de bateria integrada a bord o d'un carregador de bateria extern connectat a la xarxa elèctrica. Els escúters de gasolina també poden estar disponibles en alguns països, encara que estan sent reemplaçats per models elèctrics.
El manillar, amb canvi de direcció endavant / enrere i control de velocitat, sol anar en una consola sobre la columna de direcció situada a la part davantera central de l'escúter, aquesta consola també pot contenir altres controls addicionals, per exemple, un regulador de velocitat, controls d'il·luminació (per a ús nocturn) i senyals de gir; també sol incloure sovint un indicador de càrrega / ús de la bateria. La direcció de marxa endavant / enrere pot controlar-se amb unes petites palanques o interruptors, accionats amb els dits. Hi ha dos tipus de escúters de mobilitat: tracció davantera (FD) o tracció posterior (RD). El FD és generalment un dispositiu més petit i es fa servir millor en interiors. La capacitat de pes de l'usuari generalment és de fins a 250 lliures (110 kg) com a màxim. El RD s'usa tant en interiors com en exteriors amb una capacitat de pes de 160 lliures (160 kg). Una tracció posterior de servei pesat pot transportar fins a 500 lliures (230 kg), variant segons el fabricant.
El primer escúter de mobilitat es va presentar el 1954 i Sears el va batejar com "cadira de rodes elèctrica", encara que era més semblant a un escúter de mobilitat amb un seient gran, tenia una capacitat extra gran de bateria i un disseny de tres rodes, però, no va tenir èxit comercial.

## Tipus

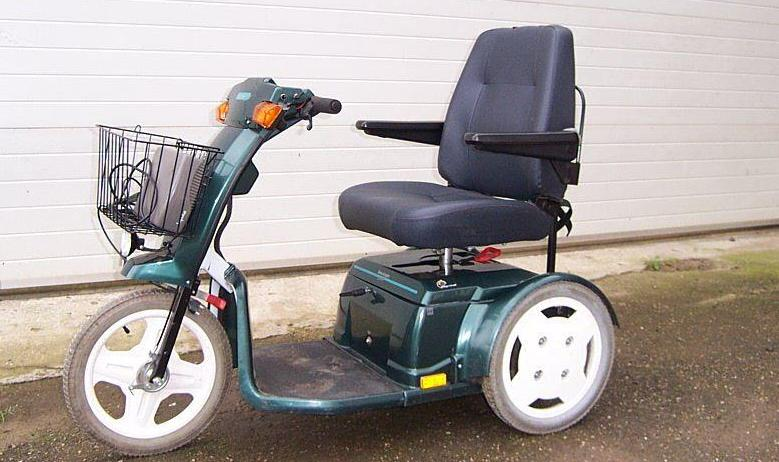
Vehicle de mobilitat de tres rodes
Hi ha diversos tipus de escúters de mobilitat:
- escúters petits i lleugers per viatjar, que es pleguen o es desmunten fàcilment en parts més petites per al transport;
- escúters compactes (gamma mitjana), que estan destinats per a un ús tant a l'interior d'edificis com a l'exterior.
- escúters grans i pesats per a terrenys accidentats a l'aire lliure;
- escúters lents i de velocitat constant, utilitzats per anar de compres en botigues i altres llocs.

En general, els escúters de mobilitat de gamma mitjana tenen una velocitat d'uns 8 a 11 km/h (5 a 7 mph)

## Avantatges

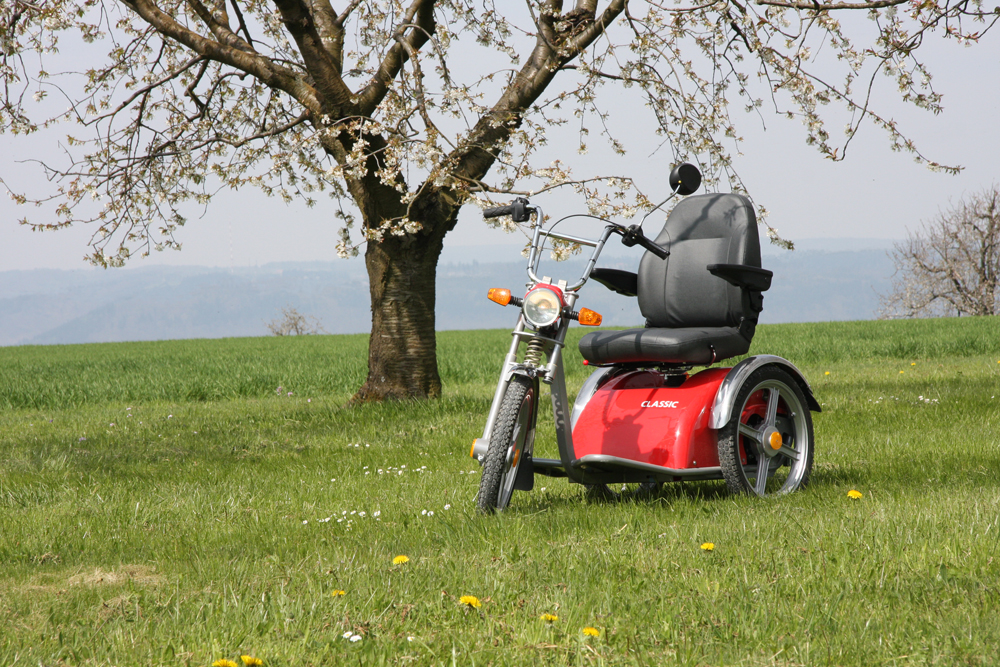
El Classic, vehicle elèctric molt popular a Suïssa, d'ús principal per a gent gran.

Els petits escúters de mobilitat elèctrics proporcionen importants avantatges a les persones amb problemes de mobilitat a tot el món. Un escúter és útil per a persones sense la força o la flexibilitat necessària en els braços per a utilitzar una cadira de rodes manual. A més, el fet girar el seient d'un escúter elèctric és generalment més fàcil de moure els suports per als peus en la majoria de les cadires de rodes convencionals. Un escúter de mobilitat és molt útil per a persones amb afeccions sistèmiques o d'incapacitat de tot el cos (problemes coronaris o pulmonars, algunes formes d'artritis, obesitat, etc.), o per a les que encara poden mantenir-se dempeus i caminar uns pocs 
passos, seure en posició dreta amb o sense suport per a l'esquena i controlar així el manillar de direcció.
Un argument de venda important dels escúters de mobilitat per a molts usuaris és que no ho veuen com una cadira de rodes, la discapacitat segueix sent considerada per molts com vergonyosa. Els escúters de mobilitat són en general més assequibles que les cadires de rodes elèctriques, el que fa que s'adquireixin com una alternativa més econòmica. Recentment, els fabricants han modificat l'aparença dels escúters per atraure els usuaris. Ara hi ha escúters de mobilitat que semblen petits actuacions de línia estilitzada i altres que semblen una motocicleta.

## Limitacions

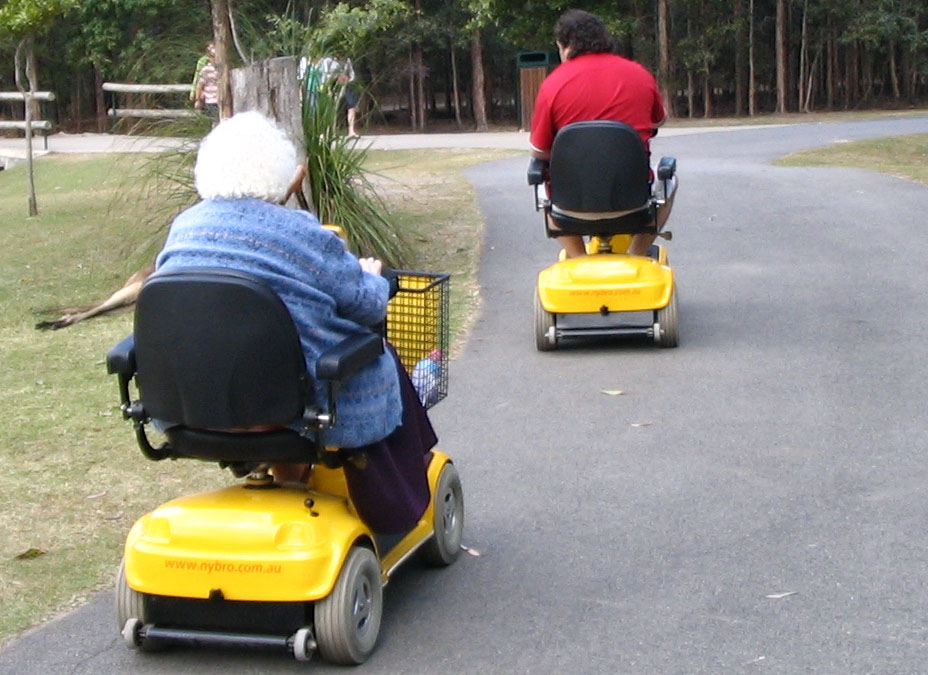
Dues persones utilitzant vehicles de mobilitat

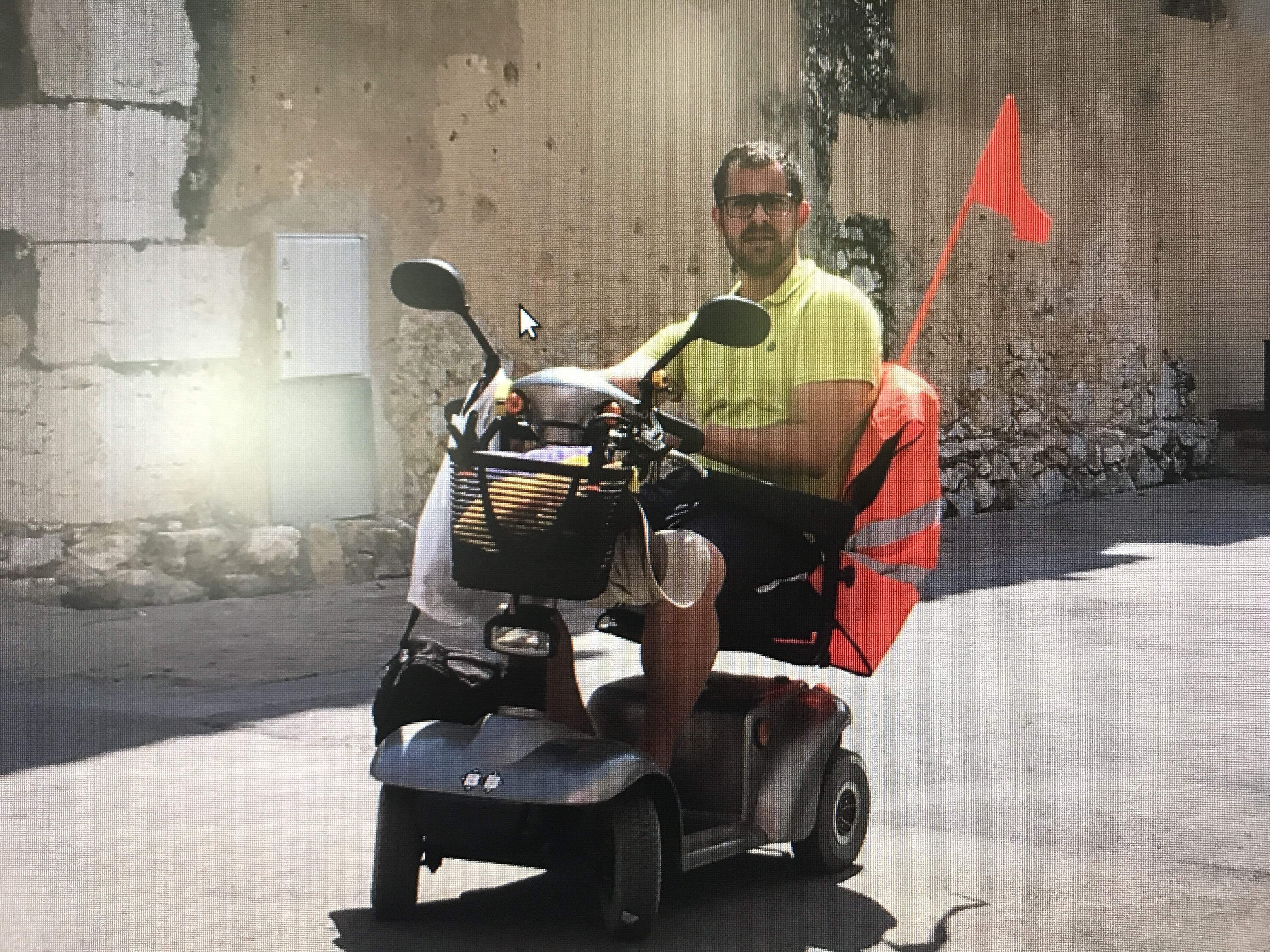
Una persona utilitzant un vehicle de mobilitat

Mentre que un escúter de mobilitat elimina gran part dels problemes de tracció manual d'una cadira de rodes sense motor, el seu mecanisme de direcció encara requereix una postura alçada, força a les mans, a part de certa mobilitat i força a la part superior del cos. No solen portar el controlador muntat al recolza-braços, típic dels dissenys de cadires de rodes, encara que pot ser més adequat per a alguns usuaris. Els escúters també tenen menys opcions per al suport del cos, com suports per al cap o les cames, i rarament estan dissenyats per facilitar la transferència del pacient d'un seient a un altre.
Altres inconvenients inclouen una major longitud, el que limita el seu radi de gir i la capacitat d'utilitzar alguns ascensors o tecnologies d'accés dissenyades per a cadires de rodes, com ascensors d'autobús. La longitud més llarga també sol dificultar l'accés als botons del obre portes o els poms de les portes. Alguns escúter de mobilitat tenen poca distància a terra, el que pot dificultar la circulació per certs obstacles, com viatjar en ciutats sense les retallades de vorera adequats. La circulació en espais restringits, ja sigui a la llar o en espais públics i edificis també pot presentar problemes.
Si bé els nous edificis públics generalment estan dissenyats amb característiques d'accessibilitat, la major longitud i el radi de gir més gran dels escúters solen dificultar el seu ús. Aquest és un problema important en els edificis més antics que poden haver hagut de passar certs compromisos en l'adaptació dels dispositius d'accessibilitat. Per exemple, un ascensor o muntacàrregues pot ser adequat per a una cadira de rodes, però massa curt per un escúter de mobilitat. Els passadissos poden ser massa estrets per fer un gir en angle recte, fins i tot la porta o paret de "privacitat" d'alguns lavabos pot arribar a restringir l'entrada a causa que l'escúter no pugui maniobrar en ells.
Aquestes limitacions poden impedir alguns individus discapacitats d'utilitzar vehicles. A més a més, limitacions de vehicle poden variar dependre damunt model i fabricant. Una limitació d'una fa/el model no necessàriament porta per damunt a tot. Les necessitats individuals poden afectar la conveniència d'un model particular. vehicles de quatre rodes tenen un radi de tombant més gran en general, que un tres vehicle de roda. En particular, un comprador hauria de comparar longitud, amplada, girant radi i la distància al terra per assegurar el vehicle cabrà amb més generalment va trobar obstacles en l'entorn de l'usuari .
Aquestes limitacions poden evitar que algunes persones amb discapacitat utilitzin escúters. A més a més, les limitacions dels escúters varien segons el model i el fabricant. Una limitació d'una marca / model no és necessàriament aplicable a tots. Les necessitats individuals poden afectar la idoneïtat d'un model. Els escúters de quatre rodes tenen un radi de gir més gran en general, que un escúter de tres rodes, encara que de tres rodes, per la seva banda, pot perdre estabilitat en girar massa. A títol general un comprador ha de comprovar la longitud, l'amplada, el radi de gir i la distància a terra per assegurar-se que l'escúter passarà els obstacles trobats quotidianament en l'entorn pel qual ha de circular. En particular ha de verificar que l'escúter cap en els espais que es tanquen, pe: les portes i l'ascensor que utilitzarà.

## Assumptes legals
A la majoria de països, els escúters de mobilitat no necessiten assegurança. Tanmateix, a Essex (Regne Unit) hi va haver alguns accidents mortals amb escúters de mobilitat en només un any i,encara que no hi ha cap evidència per suggerir que accidents en aquesta escala tinguin lloc a nivell global, el Parlament va redactar un informe molt complet, a Holanda i a Alemanya també es va fer un estudi semblant.